# Volcán Suchitán
El volcán Suchitán es uno de los volcanes del oriente de Guatemala. Se encuentra en el municipio de Santa Catarina Mita en el departamento de Jutiapa. Tiene una altura de 1.854 m s. n. m. y en la cima se puede observar árboles cubiertos de todo tipo de musgos y de variedades de orquídeas. 
Desde la cima se pueden apreciar los Municipios de: Santa Catarina Mita, el Progreso, Jutiapa, Asunción Mita, Monjas y Jalapa. También pueden verse desde la cima la laguna de Atescatempa, la Laguna de Retana y la lago de Güija. 
Una de las partes más altas del volcán Suchitán es conocida como «La Piedrona», siendo una formación rocosa de aproximadamente 25 - 30 m de altura; y en la cima tiene un diámetro de aproximadamente 3 m por 4 m . 
En los alrededores del volcán se encuentran las aldeas y caseríos, Suchitán (al pie del volcán), el Limón, Horcones y La cuesta del Guayabo.

## Creación del departamento de Jutiapa en Guatemala
La República de Guatemala fue fundada por el gobierno del presidente capitán general Rafael Carrera el 21 de marzo de 1847 para que el hasta entonces Estado de Guatemala pudiera realizar intercambios comerciales libremente con naciones extranjeras.  El 25 de febrero de 1848 la región de Mita fue segregada del departamento de Chiquimula, convertida en departamento y dividida en tres distritos: Jutiapa, Santa Rosa y Jalapa.  Específicamente, el distrito de Jutiapa incluyó a Jutiapa como cabecera, y a la región que ocupa el volcán Suchitán, entre otras.

## Leyenda
Según cuentan los pobladores de las aldeas en sus alrededores y faldas, debajo de la Piedrona se encuentra el cráter, dentro del cráter se encuentra una enorme serpiente con cuernos de oro la cual no puede escapar porque la Piedrona le obstaculiza la salida, dicen que cuando esta se mueve se escucha crujir la montaña.[cita requerida]